# Бернсвіль (Міннесота)
Бернсвіль (англ. Burnsville) — місто (англ. city) в США, в окрузі Дакота штату Міннесота. Населення — 64 317 осіб (2020).

## Географія
Бернсвіль розташований за координатами 44°45′52″ пн. ш. 93°16′46″ зх. д. / 44.76444° пн. ш. 93.27944° зх. д. (44.764409, -93.279372).  За даними Бюро перепису населення США в 2010 році місто мало площу 69,73 км², з яких 64,50 км² — суходіл та 5,23 км² — водойми.

## Демографія
Згідно з переписом 2010 року, у місті мешкало 60 306 осіб у 24 283 домогосподарствах у складі 15 656 родин. Густота населення становила 865 осіб/км².  Було 25759 помешкань (369/км²).
Расовий склад населення:
| - 77,5 % — білих - 10,0 % — чорних або афроамериканців - 5,0 % — азіатів - 0,4 % — корінних американців - 0,1 % — вихідців з тихоокеанських островів - 3,5 % — осіб інших рас |

До двох чи більше рас належало 3,5 %. Частка іспаномовних становила 7,9 % від усіх жителів.
За віковим діапазоном населення розподілялося таким чином: 24,1 % — особи молодші 18 років, 64,2 % — особи у віці 18—64 років, 11,7 % — особи у віці 65 років та старші. Медіана віку мешканця становила 35,9 року. На 100 осіб жіночої статі у місті припадало 94,9 чоловіків;  на 100 жінок у віці від 18 років та старших — 91,1 чоловіків також старших 18 років.
Середній дохід на одне домашнє господарство  становив 79 307 доларів США (медіана — 63 649), а середній дохід на одну сім'ю — 92 873 долари (медіана — 76 405). Медіана доходів становила 51 369 доларів для чоловіків та 42 249 доларів для жінок. За межею бідності перебувало 11,2 % осіб, у тому числі 19,2 % дітей у віці до 18 років та 4,5 % осіб у віці 65 років та старших.
Цивільне працевлаштоване населення становило 33 600 осіб. Основні галузі зайнятості: освіта, охорона здоров'я та соціальна допомога — 19,5 %, виробництво — 12,8 %, науковці, спеціалісти, менеджери — 12,3 %.